# Voitto Hellstén
Voitto Hellsten (Pertteli, Finlandia, 15 de febrero de 1932 — Turku, Finlandia, 7 de diciembre de 1998) fue un atleta finlandés especializado en la prueba de 400 m en la que llegó a ser medallista de bronce olímpico en 1956.

## Carrera deportiva
En los JJ. OO. de Melbourne 1956 ganó la medalla de bronce en los 400 metros, con un tiempo de 47.0 segundos, llegando a meta tras el estadounidense Charles Jenkins y el alemán Karl-Friedrich Haas (plata).
En el Campeonato Europeo de Atletismo de 1954, disputado en la ciudad suiza de Berna, ganó la medalla de plata en la prueba de 400 m lisos.